# Мосс, Кейт
Кэ́трин (Кейт) Энн Мосс (англ. Katherine «Kate» Ann Moss; род. 16 января 1974, Кройдон, Великобритания) — британская супермодель и актриса. Известна как одна из самых высокооплачиваемых моделей 1990-х и 2000-х годов.
В 2007 году журнал Time назвал ее одной из «100 самых влиятельных людей в мире». В 2008 году была вылеплена ее статуя из 18-каратного золота стоимостью 1,5 миллиона фунтов стерлингов для выставки в Британском музее.
Она получила пристальное внимание СМИ за свой праздный образ жизни. Обвинения в употреблении наркотиков, начавшиеся в конце 2005 года, повлекли за собой отказ многих дизайнеров работать с ней. Однако, позднее с Мосс были сняты все обвинения, и она снова стала работать моделью. В 2012 году Мосс заняла 2-е место в списке самых высокооплачиваемых моделей по версии Forbes с предполагаемым доходом в 9,2 миллиона долларов за год.

## Ранние годы
Родилась 16 января 1974 года в боро Большого Лондона Кройдон, в семье Линды Розины (урожд. Шеферд), бармена и Питера Эдварда Мосса, агента по путешествиям, и выросла в середине района Аддискомб. У неё есть младший брат Ник и единокровная сестра Лотти (Шарлотта). Родители Кейт развелись, когда ей было 13 лет. Она училась в начальной школе Риджуэя и средней школе Ридлсдауна (ныне колледж Ридлсдауна) в Перли.

## Карьера

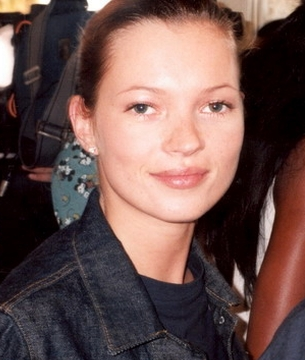
Мосс в 2005 году

В 14 лет Кейт заметила в аэропорту Кеннеди Нью-Йорка директор лондонского агентства «Сторм» Сара Дукас, которая пригласила её попробовать себя в качестве модели. И уже через два года Кейт появилась на обложке журнала «Фейс». Долгое время сотрудничала с американской маркой «Кельвин Кляйн», что сделало её супермоделью. Как раз в начале 1990-х годов модный мир захлестнула волна андрогинности — размытость различий между мужчинами и женщинами во внешнем виде (тонкие худые тела, длинные волосы, одинаковая одежда). Именно Кельвин Кляйн сумел одним из первых использовать эту новую тенденцию в моде, популяризовав стиль унисекс. Юная, худая Кейт как нельзя лучше воплощала этот образ «слитости полов». Одними из самых популярных и продаваемых духов 1990-х стали СK One («Единый»), а Кейт Мосс стала их «лицом». Затем появился тренд «героинового шика», по ассоциации с исхудалыми и осунувшимися бледными молодыми людьми, увлекавшихся наркотиками. Модные дизайнеры вовсю эксплуатировали «наркотический» образ, выпуская на подиумы худых и бледных манекенщиц с кругами под глазами. Кейт Мосс снова была на пике этой моды. Модный мир полнился слухами, что и так довольно часто тусующиеся в клубах и на различных вечеринках модели действительно потребляют наркотики, ставшие модными в богемной среде.

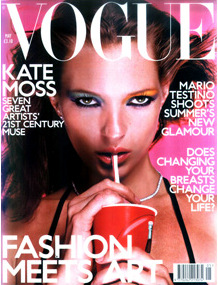
Мосс на обложке британского Vogue за май 2000 года, фотограф Сара Моррис.

Мосс сломала монополию высоких «супермоделей» конца 1980-х — начала 1990-х годов (Линда Евангелиста, Клаудия Шиффер, Наоми Кэмпбелл, Надя Ауэрман), прославившихся своим видом недоступных и гламурных «богинь». С популярностью Кейт наступила эпоха очень худых моделей-подростков. Именно с середины 1990-х на подиумах мира стали появляться все более юные девушки-модели, чей возраст не превышал 16 или даже 14 лет. Успех Мосс также объясняют тем, что она выглядит не «богиней», а нормальной девушкой, которая зарабатывает себе на жизнь показами одежды. Британский публицист Морли так описывает Кейт: «Она противоречит всему тому, чем она должна бы быть. Она маленькая, у неё жесткий взгляд, лицо неправильной формы, и это на самом деле её преимущество, потому что люди видят в ней себя. Она выпадает из отчужденности и двуличия мира моды».
Кейт Мосс заработала свой первый миллион в возрасте 20 лет, в 2000 году её назвали самой высокооплачиваемой моделью мира (её заработок оценивался в 14,8 миллионов долларов), один только контракт с «Шанель» принес ей, по подсчетам журнала «Форбс», 5 миллионов долларов за 4 года.

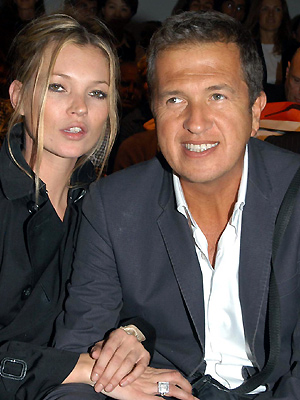
Мосс с Марио Тестино в 2007 году.

2005 год ознаменован сотрудничеством Мосс и «Топшоп», где она выступила в роли дизайнера и модели линии «Кейт Мосс для Топшоп». Сотрудничество с «Топшоп» принесло ей более 5,2 миллиона долларов. Филип Грин, владелец марки, поблагодарил Мосс за работу, отметив, что она была «фантастической». Однако по его словам, Topshop начал отнимать у модели все больше времени, а она хотела попробовать себя ещё в других проектах. По данным издания «Дейли Телеграф», расставание сторон в конце 2010 года прошло «по-дружески». При этом Грин не исключил возможности в будущем ещё поработать с Мосс. Всего Кейт выпустила четырнадцать коллекций в сотрудничестве с брендом, которые оказались очень востребованы покупателями, несмотря на более высокий диапазон цен линии, по сравнению с обычными коллекциями.
С 1990 года Кейт Мосс снимается в рекламе, а в 1992 году фирма «Кельвин Кляйн» предложила ей контракт на 4 миллиона долларов. К середине 1990-х годов доход звезды мира моды вырос до 10 тысяч долларов в день, о ней стали писать книги, предлагали сняться в кино.
За свою карьеру Кейт Мосс участвовала во многих кампаниях и показах известнейших домов моды, таких как «Гуччи», «Дольче и Габбана», «Луи Виттон», «Версаче», «Шанель», «Mиссони», «Кристиан Диор», «Лонгчамп», «Дэвид Юрман». Кейт Мосс являлась лицом косметического бренда «Кристиан Диор», а также линий одежды «Манго» и «Лю-Джо».
Она неоднократно появлялась на обложках самых престижных журналов мод, таких как «Харперс Базаар», «Вог», «Космополитен», «Элль» и «Гламур».
По данным журнала «Форбс», Кейт Мосс — вторая топ-модель по уровню состояния после Жизель Бюндхен.
Осенью 2024 года стало известно, что Кейт Мосс стала приглашённым дизайнером Zara, вместе с брендом она создаст капсульную коллекцию для вечеринок.

## Личная жизнь

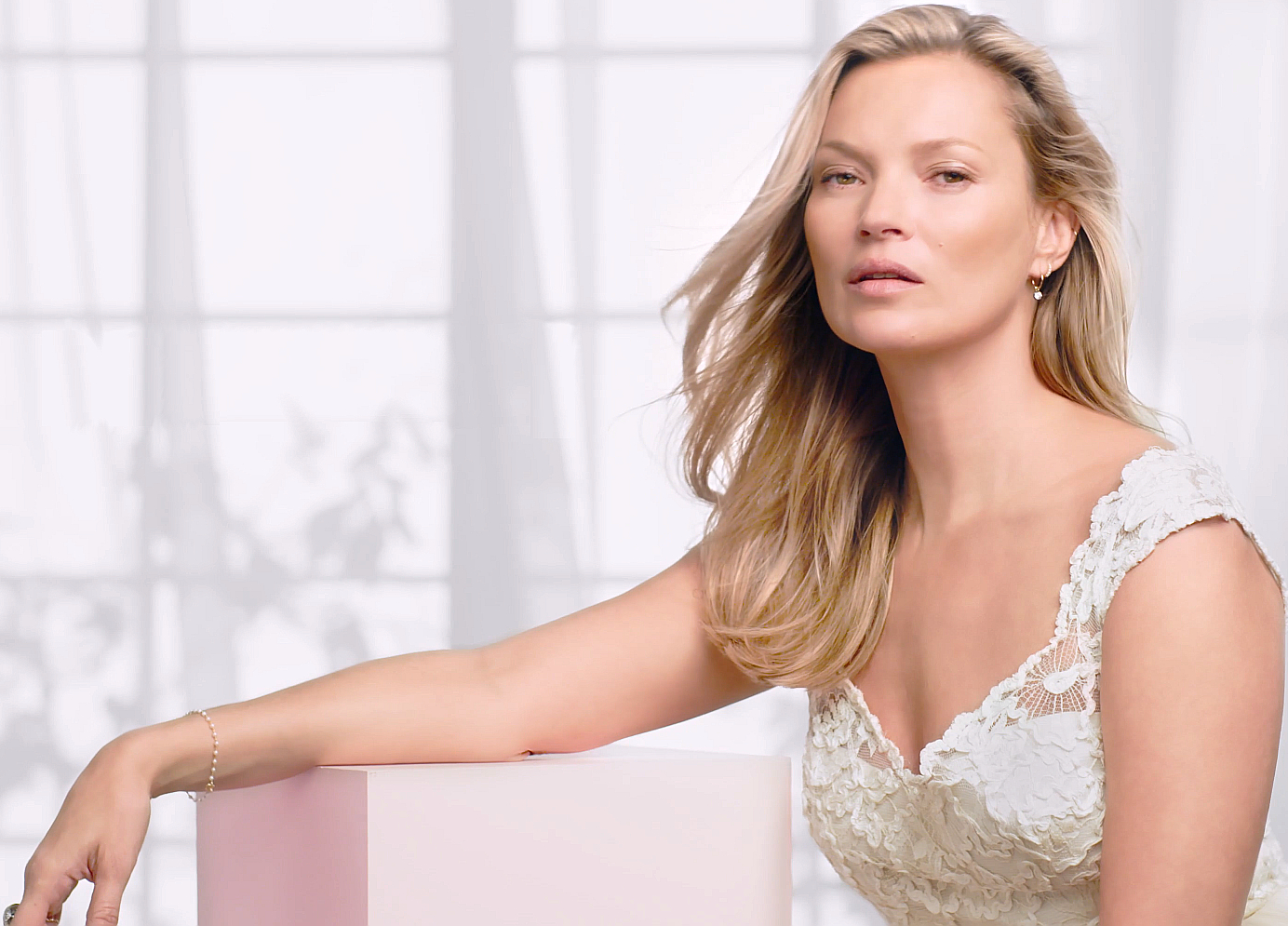
Мосс в 2019 году

С 1991 года встречалась с успешным модным фотографом Марио Сорренти, с 1994 года встречалась с известным американским актёром Джонни Деппом, с которым у неё начались романтические отношения. В 1998 году их отношения прекратились, и Джонни стал встречаться с французской актрисой Ванессой Паради. По признанию Кортни Лав, в середине 1990-х она некоторое время была любовницей Мосс.
У неё были серьёзные отношения с редактором журнала Dazed & Confused, Джефферсоном Хэком, от которого Кейт в 2002 году родила дочь Лилу Грэйс. Но, в конце концов, этот союз также распался. В 2005 году Мосс познакомилась с музыкантом Питом Доэрти. На одной из вечерних тусовок, по случаю записи нового альбома Пита, папарацци запечатлел Кейт Мосс нюхающую нечто, напоминающее кокаин. Сенсационные компрометирующие фотографии напечатал таблоид «Дейли Миррор», после чего разразился скандал. Некоторые знаменитые дома моды даже разорвали контракты с супермоделью.
В результате скандала Кейт Мосс поехала в американскую клинику, находящуюся в штате Аризона, в которой лечились от пристрастия к наркотикам многие знаменитости. После месячного лечения Кейт вернулась в Лондон. Друзья и многие её коллеги из индустрии моды выступили с поддержкой модели. Среди них были Элтон Джон и Стелла Маккартни, их высказывания в защиту Кейт Мосс имели успех — два модных журнала поместили фото модели на обложки, и старые клиенты стали возвращаться.
В сентябре 2007 года Кейт Мосс познакомилась с Джейми Хинсом, гитаристом англо-американского инди-рок дуэта The Kills. Они поженились 1 июля 2011 года в Лондоне. Разъехались летом 2015 года, а вот окончательно расстались — причем сделали это, договорившись мирно, без суда — только пятнадцать месяцев спустя — в октябре 2016 года.
В настоящее время находится в отношениях с немецким аристократом, Николаем фон Бисмарком.

## Фильмография
- 1999 — Blackadder: Back & Forth  — Дева Мэриан (к/м фильм)
- 2014 — The Boy in the Dress — играет саму себя
- 2016 — Ab Fab: The Movie — играет саму себя
- 2016 — Образцовый самец № 2 — играет саму себя
- 2017 — Red Nose Day Actually — играет саму себя